# Policarp Morușca
Policarp Morușca, născut Pompei Morușca, (n. 20 martie 1883, Dealu Geoagiului, Alba – d. 26 octombrie 1958, Alba Iulia) a fost un cleric ortodox român, care a îndeplinit demnitatea de episcop ortodox al românilor din SUA și Canada (1935-1939).

## Viața
A urmat cursurile Gimnaziului de Stat din Alba Iulia și cele ale Liceului „Sf. Vasile cel Mare” din Blaj, apoi cursurile Institutului Teologic Ortodox din Sibiu (1902-1905).
A fost învățător la școlile primare confesionale ortodoxe din Sebeșul Săsesc, Ludoș-Sibiu și Pâclișa-Alba (1905-1908), apoi preot paroh în Șeica Mare (1908-1919), preot militar în armata austro-ungară (1917-1918), consilier referent economic la noul Consistoriu eparhial din Cluj (1919-1920), secretar general al Asociației clerului „Andrei Șaguna” din Transilvania (1920), duhovnic la Institutul Teologic din Sibiu (1920-1921), director al Oficiului de Statistică al Mitropliei Ardealului (1921), redactor al Revistei Teologice din Sibiu (1921-1922), director al Internatului fiilor de preoți din Sibiu (1921-1925).
În 1925 a fost tuns în monahism, sub numele Policarp, încredințându-se stăreția Mănăstirii Hodoș-Bodrog (1925-1935), hirotesit protosinghel (1925) și arhimandrit (1926).
La 24 ianuarie 1935 a fost ales episcop misionar pentru românii ortodocși din America. A fost hirotonit episcop în data de 24 martie 1935, apoi înscăunat în Detroit la 4 iulie 1935, unde a păstorit efectiv până în august 1939.
În această calitate a organizat Eparhia Ordodoxă Română din Statele Unite ale Americii (cu 6 protopopiate, 44 parohii, 62 filiale, cu 43 biserici și 5 paraclise, deservite de 34 de preoți).
A inițiat apariția foii Solia și a Calendarului eparhial Solia, care apar până azi. A pus bazele reședinței eparhiale „Vatra Românească”, cu o fermă, cămin pentru bătrâni și un început de mănăstire.
A fost locțiitor de episcop pentru Episcopia de Cetatea Albă și Ismail (1941-1944), apoi director al Internatului teologic din București (1944-1945).
Locțiitor de episcop al Maramureșului cu reședința în Sighet (1945-1946), pensionat forțat în 1948 și închinoviat la Catedrala din Alba lulia. Din 1955 până în 1958 a fost stareț al mănăstirii „Sf. Ioan Botezătorul” din Alba lulia. A publicat o serie de lucrări cu conținut moralizator sau istoric.
A murit în 1958 și este îngropat la Schitul Sf. Ioan Botezătorul din Alba Iulia.

## Distincții
- Ordinul Meritul Cultural, în gradul de Cavaler clasa I, pentru biserică (1 februarie 1943)[1]